# Сац, Наталия Ильинична
Ната́лия Ильи́нична Сац (14 [27] августа 1903, Иркутск — 18 декабря 1993, Москва) — советский и российский театральный режиссёр, первая в мире женщина — оперный режиссёр, театральный деятель, публицист, драматург, педагог. Народная артистка СССР (1975). Герой Социалистического Труда (1983). Лауреат Государственной премии СССР (1972), Ленинской премии (1982), премии Ленинского комсомола (1985), премии Совета Министров СССР (1979).
Основатель и руководитель шести детских театров, среди которых первый в мире драматический театр для детей и первый в мире музыкальный театр для детей, активный пропагандист музыкального искусства для детей. Внесла большой вклад в развитие детского театра и художественного воспитания детей, создатель целого направления театрального творчества для детей.

## Биография
Родилась в семье музыкантов 14 августа 1903 года в Иркутске. В 1904 году семья переехала из Иркутска в Москву. Отец, Илья Сац, тесно сотрудничал с Художественным театром, в 1906 году стал заведующим музыкальной частью. Друзьями дома были Константин Станиславский, Евгений Вахтангов, Василий Качалов и другие артисты МХТ, а также Сергей Рахманинов.
Училась в частной гимназии Е. А. Репман. Играла в Драматической студии имени А. С. Грибоедова. Получила музыкальное образование — в 1917 году окончила музыкальный техникум имени А. Н. Скрябина. Позже, в 1953 году, окончила театроведческий факультет ГИТИСа.
С 1918 года, с пятнадцатилетнего возраста, заведовала детским сектором теамузсекции Моссовета. По её инициативе был создан первый театр с репертуаром для детей — Детский театр Моссовета (начал работу в ноябре 1918). С 1921 года и до ареста в 1937 году была директором и художественным руководителем Московского театра для детей (с 1936 — Центральный детский театр, с 1992 — Российский академический молодёжный театр).
Стремясь расширить сферу художественного воспитания юного зрителя, вводила в репертуар симфонические концерты и музыкальные спектакли для детей (детская опера «Сказка о рыбаке и рыбке» Л. А. Половинкина (1935), симфоническая сказка «Петя и волк» С. Прокофьева (1936)).
В 1930-х годах приглашали ставить спектакли за рубежом. Большой успех имели её постановки опер «Фальстаф» Дж. Верди в берлинском театре «Кролль-опера» (1931, дирижёр О. Клемперер), «Кольцо нибелунга» Р. Вагнера и «Свадьба Фигаро» В. А. Моцарта в Театре Колонн (1931, Буэнос-Айрес, Аргентина).
Осенью 1937 года была арестована как «член семьи изменника Родины»: её муж, Израиль Вейцер, народный комиссар внутренней торговли СССР, был арестован 3 ноября по обвинению в контрреволюционной деятельности. В лагерях ГУЛАГ провела пять лет (Волголаг, Рыбинск), освобождена в конце 1942 года. Однако разрешения находиться в Москве не имела, поэтому отправилась в Алма-Ату, где в то время в эвакуации находились многие ведущие артисты того времени. В столице Казахской ССР вновь принялась за своё любимое дело, и её усилиями в 1945 году открылся первый в Казахстане Алма-Атинский театр юного зрителя (ныне Государственный академический русский театр для детей и юношества имени Н. Сац), который она возглавляла в течение нескольких лет.
В 1958 году вернулась в Москву, руководила Всероссийским гастрольным театром, а затем — детским отделением Мосэстрады. В 1964 году организовала и возглавила первый в мире Московский детский музыкальный театр (ныне Московский государственный академический детский музыкальный театр им. Н. И. Сац).
Инициатор и, совместно с Сергеем Прокофьевым, создатель музыкальной сказки для симфонического оркестра «Петя и волк».
Гастролировала за рубежом (Бельгия, Австрия, Венгрия, ФРГ, Канада, США, Франция, Италия, Япония, Югославия и др.).
С 1981 года преподавала в ГИТИСе, с 1984 — профессор. Защитила диссертацию на соискание учёной степени кандидата искусствоведения.
Автор пьес, либретто детских опер и балетов, книг и статей по вопросам музыкального воспитания.
Член Союза писателей СССР (1962).
Умерла 18 декабря 1993 года в Москве. Похоронена в Москве на Новодевичьем кладбище (участок № 2).

### Семья
Отец — Илья Александрович Сац (1875—1912), композитор, дирижёр, виолончелист. Прах захоронен в Москве на Новодевичьем кладбище (участок № 2), рядом с могилой старшей дочери Наталии Сац.
Мать — Анна Михайловна Сац (урождённая Щастная, 1877—1942), оперная певица, педагог. Прах захоронен в Москве на Новодевичьем кладбище (участок № 2), рядом с могилой мужа Ильи Александровича Саца и старшей дочери Наталии Сац.
Сестра — Нина Ильинична Сац (1905—1925), поэтесса, трагически погибла. Кенотаф находится в Москве на Новодевичьем кладбище (участок № 2), рядом с могилой отца Ильи Александровича Саца и старшей сестры Наталии Сац.
Тётя — Наталья Александровна Луначарская-Розенель (1902—1962), актриса Малого театра, переводчик, снималась в кино, дочь М. Сац, единокровная сестра Ильи Александровича Саца, вторая жена (с 1922 по 1933) наркома просвещения А. В. Луначарского. Прах захоронен в Москве на Новодевичьем кладбище (участок № 2), рядом с могилой единокровного брата Ильи Саца и его старшей дочери Наталии Сац.
Дядя — Алексей Михайлович Щастный (1881—1918), российский военно-морской деятель. Капитан 1-го ранга.
Первый муж — Сергей Григорьевич Розанов (1894—1957), детский писатель.
- Сын — Адриан Сергеевич Розанов (1923—1996), журналист, поэт. Почти всю жизнь прожил в Усть-Каменогорске Казахской ССР.

Второй муж — Николай Васильевич Попов (1889—1938), торгпред СССР в Германии, председатель Торгбанка СССР. Расстрелян.
- Дочь — Роксана Николаевна Сац-Карпова (урождённая Ксения Николаевна Попова, род. 1927), педагог, либреттист, с 1969 — заведующая литературно-педагогической частью театра имени Н.И. Сац и руководитель Фонда имени Н. И. Сац. Её муж — Юрий Михайлович Карпов (1927—1989), актёр Центрального детского театра.
  - Внук — Михаил Юрьевич Карпов (род. 1954), пианист.

Третий муж — Израиль Яковлевич Вейцер (1889—1938), народный комиссар внутренней торговли СССР. Расстрелян.
Некоторое время состояла в отношениях с Дмитрием Водопьяновым, цирковым артистом и скрипачом.
- Сын — Илья Дмитриевич Сац (род. 1946), артист цирка, имеет канадское гражданство и проживает в этой стране.

Последние годы жизни Наталии Ильиничны связаны с Виктором Петровичем Проворовым (1938—2015), человеком, глубоко любившим и понимавшим её. С 1968 по 1973 гг. занимал пост заместителя директора Театра Сац по вопросам строительства, с 1973 по 1993-й являлся директором-распорядителем. С 1993 года, после ухода из жизни Наталии Сац, стал директором театра и внёс большой вклад в сохранение театра, созданного Наталией Ильиничной, и в развитие разнообразных традиций, сформированных в её Дворце музыки.

## Награды и звания
- Герой Социалистического Труда (1983)
- Заслуженная артистка РСФСР (1933)[7]
- Народная артистка РСФСР (1967)[8]
- Народная артистка СССР (1975)
- Государственная премия СССР (1972) — за постановку музыкальных спектаклей «Три толстяка» (по Ю. К. Олеше, композитор В. И. Рубин), «Мальчик-великан» (музыка Т. Н. Хренникова), «Сёстры» (музыка Д. Б. Кабалевского) — за произведения для детей
- Ленинская премия (1982) — за постановку спектаклей и концертных программ последних лет в МГАДМТ. (Премия за произведения литературы и искусства для детей)
- Премия Ленинского комсомола (1985) — за выдающиеся заслуги в эстетическом воспитании детей и юношества
- Премия Совета Министров СССР (1979)
- Орден Ленина (1983)
- Орден Октябрьской Революции (1989)
- Орден Трудового Красного Знамени (1973)
- Орден Дружбы народов (1978)
- Медали
- Кандидат искусствоведения (1962).
- Золотая медаль имени Л. Н. Толстого (Международная ассоциация детских фондов)

## Постановки

### Московский театр для детей
- 1921 — «Жемчужина Адальмины» И. Новиков по сказке З. Топелиуса (совм. с Н. Волконским)
- 1925 — «Японские сказки» С. Шервинского
- 1927 — «Мистер Бьюбль и червяк» С. Заяицкого
- 1927 — «Негритёнок и обезьяна» (пантомима) Н. Сац и С. Розанова
- 1928 — «Алтайские робинзоны» Н. Шестакова
- 1928 — «Фриц Бауэр» В. Селиховой и Н. Сац (совм. Б. Райхом)
- 1928 — «Детская эстрада» А. Барто и Н. Агнивцева
- 1929 — «Про Дзюбу» Н. Сац
- 1929 — «Аул Гидже» Н. Шестакова
- 1930 — «Ребячий фронт» А. Барто, Г. Владычиной, В. Любимовой, Н. Павлович (совм. с Э. Мэй, Т. Томис, К. Сварожич)
- 1930 — «Как Колька Панкин ездил в Бразилию» Д. Хармса
- 1931 — «Бузонада» Л. Бочина
- 1931 — «Я — мало, мы — сила» (танцевальный спектакль) (совм. с Э. Мэй)
- 1932 — «Крекинг» Н. Шестакова
- 1933 — «Брат» Н. Шестакова
- 1934 — «Мик» Н. Шестакова
- 1935 — «Эмиль и его товарищи» Э. Кестнера
- 1935 — «Серёжа Стрельцов» В. Любимовой (совм. с В. Д. Королёвым)
- 1936 — «Золотой ключик» А. Н. Толстого (совм. с В. Королёвым)[9]

### Алма-Атинский театр юного зрителя
- 1945 — «Красная шапочка» Е. Шварца
- 1947 — «Двенадцатая ночь» У. Шекспира
- 1948 — «Два капитана» по В. Каверину
- 1948 — «Молодая гвардия» по А. Фадееву
- 1949 — «Два веронца» У. Шекспира

### Московский детский музыкальный театр
- 1967 — «Три толстяка» по сказке Ю. К. Олеши
- 1970 — «Мальчик-великан»[10] по пьесе «Мик» Н. Шестакова
- 1981 — «Ма́стер Ро́кле»
- 1986 — «Волк и семеро козлят» по одноимённой сказке братья Гримм
- 1989 — «Волшебная флейта» (опера-зингшпиль) Моцарта
- 1991 — «Король Лир» У. Шекспира
- 1993 — «Золотой остров» (опера) М. Броннера

### Саратовский театр оперы и балета
- 1954 — «Сказка о царе Салтане» Н. Римского-Корсакова
- 1977 — «Петя и волк» (симфоническая сказка) С. Прокофьева

### Казахский театр оперы и балета
- 1944 — «Чио-Чио-Сан» Дж. Пуччини

## Фильмография
- 1976 — Петя и волк (фильм-спектакль) — ведущая
- 1983 — Синяя птица (фильм-спектакль) — вступительное слово (режиссёр)

### Участие в фильмах
- 1982 — История деревянного человечка (документальный)
- 1991 — Сергей Прокофьев. Сюита жизни (документальный)

## Автор книг
- «Театр для детей» (1925, совместно с С. Розановым)
- «Наш путь» (1932)
- «Дети приходят в театр» (1961) — о рождении театра для детей, о театре как разумном развлечении и средстве этического и эстетического воспитания
- «Всегда с тобой» (1965) — о роли музыки в детском театре, о встречах с деятелями искусства
- «Илья Сац» (1968).
- «Новеллы моей жизни» (1984—1985)
- «Жизнь — явление полосатое» (1991, изд. «Новости»), автобиография

Написала ряд пьес и инсценировок: «Фриц Бауэр» (пост. 1928, совм. с В. Селиховой), «Негритенок и обезьяна» (пост. 1927, совместно с С. Розановым), «Про Дзюбу» («Шиворот-навыворот», пост. 1934) и др.

## Память
- «Мать детских театров мира» — звание, единогласно присуждённое Н. И. Сац на первом заседании международного центра Международной Ассоциации театров для детей и молодёжи (АССИТЕЖ).
- После смерти Н. И. Сац её имя получили созданные ей Московский государственный академический детский музыкальный театр и Государственный академический русский театр для детей и юношества в Алма-Ате.
- В 2003 году перед зданием Московского государственного академического детского музыкального театра в Москве установлен памятник Н. И. Сац. На памятнике фигура она изображена с двумя детьми в образах Красной Шапочки и Волка[11].
- В честь неё названа московская школа № 626; в этой школе располагается посвящённый ей музей «За Синей Птицей…»
- В Московском музыкальном театре имени Н. И. Сац есть мемориальный кабинет Н. И. Сац, в фойе театра развернута экспозиция, посвященная её жизни и творчеству.
- 4 мая 1999 года в честь Н. И. Сац назван астероид 5300 Sats, открытый в 1974 году астрономом Л. И. Черных.